# Papa Clemente VII
Clemente VII (em italiano: Clemente VII, em latim: Clemens VII), nascido Giulio di Giuliano de Médici; (Florença, 26 de maio de 1478 – Roma, 25 de setembro de 1534) foi o 219.º Papa da Igreja Católica e Soberano dos Estados Papais de 19 de novembro de 1523 até a data de sua morte. Chamado de “o mais infeliz dos papas”, o reinado de Clemente VII foi marcado por uma rápida sucessão de lutas políticas, militares e religiosas, muitas em andamento, que tiveram consequências de longo alcance para o Cristianismo e política mundial.
Eleito em 1523, no final da Renascença italiana, Clemente VII chegou ao papado com uma grande reputação de estadista. Serviu com distinção como conselheiro principal do Papa Leão X (1513–1521), do Papa Adriano VI (1522–1523) e ainda se distinguiu como "gran maestro" de Florença (1519–1523). Assumindo capacidade de liderança em tempos de crise, com a Reforma Protestante em expansão, e grandes exércitos estrangeiros invadindo a Itália, Clemente VII tentou inicialmente unir a cristandade, fazendo a paz entre os muitos líderes cristãos então em desacordo. Mais tarde, ele tentou libertar a Itália da ocupação estrangeira, acreditando que isso ameaçava a liberdade da Igreja.
A complexa situação política da década de 1520 frustrou os esforços de Clemente VII. Foram tempos de herança de desafios assustadores, incluindo: a Reforma Protestante de Martinho Lutero no norte da Europa; uma vasta luta pelo poder na Itália entre os dois reis mais poderosos da Europa, o Sacro Imperador Romano-Germânico Carlos V e Francisco I de França, cada um dos quais exigiu que o Papa escolhesse um lado; e invasões turcas da Europa Oriental, lideradas por Solimão, o Magnífico. Os problemas de Clemente foram exacerbados pelo divórcio contencioso do rei Henrique VIII de Inglaterra, que resultaria na ruptura entre Inglaterra e a Igreja Católica, e pela deterioração, em 1527, das relações com o imperador Carlos V, que conduziria ao violento Saque de Roma, durante o qual o papa foi preso. Depois de escapar do confinamento no Castelo Sant'Angelo, o papa, com poucas opções financeiras, militares ou políticas restantes, comprometeu a independência da Igreja e da Itália, aliando-se ao seu ex-carcereiro, o imperador Carlos V.
Em contraste com seu papado torturado, Clemente VII era pessoalmente respeitável e devoto, possuindo uma “personalidade digna de caráter”, “grandes feitos teológicos e científicos”, bem como liderança e julgamento extraordinários, Clemente VII, em tempos de serenidade, poderia ter administrado o poder papal com alta reputação e prosperidade invejável. Mas, com toda a sua profunda compreensão dos assuntos políticos da Europa, Clemente parece não ter compreendido a posição alterada do papa em relação aos emergentes estados-nações e ao protestantismo da Europa.
Em matéria de ciência, Clemente VII é mais conhecido por aprovar pessoalmente, em 1533, a teoria de Nicolau Copérnico de que a Terra gira em torno do Sol, o heliocentrismo, 99 anos antes do processo por heresia contra Galileo Galilei por ideias semelhantes. Eclesiástico, Clemente VII é lembrado por emitir ordens protegendo judeus da Inquisição, aprovando a Ordem dos Frades Menores Capuchinhos e protegendo a ilha de Malta para os Cavaleiros de Malta.

## Início da vida
A vida de Giulio de 'Medici começou em circunstâncias trágicas. Em 26 de abril de 1478, exatamente um mês antes de seu nascimento, seu pai, Giuliano de Médici (irmão de Lorenzo, o Magnífico) foi assassinado na Catedral de Florença por inimigos de sua família. Ele nasceu ilegitimamente em 26 de maio de 1478, em Florença; a identidade exata de sua mãe permanece desconhecida, embora vários estudiosos afirmem que era Fioretta Gorini, filha de um professor universitário. Giulio passou os primeiros sete anos de vida com seu padrinho, o arquiteto Antonio da Sangallo, o Velho.
Depois disso, Lorenzo, o Magnífico, criou-o como um de seus próprios filhos, ao lado de seus filhos Giovanni (o futuro Papa Leão X), Piero e Giuliano. Educado no Palazzo Médici em Florença por humanistas como Angelo Poliziano, e ao lado de prodígios como Michelangelo, Giulio se tornou um músico talentoso. Na personalidade, ele era considerado tímido e, na aparência física, bonito.
A inclinação natural de Giulio era para o clero, mas sua ilegitimidade o impedia de ocupar altos cargos na Igreja. Então Lorenzo, o Magnífico, ajudou-o a seguir uma carreira como soldado. Ele foi inscrito nos Cavaleiros de Rodes, mas também se tornou Grande Prior de Cápua. Em 1492, quando Lorenzo, o Magnífico, morreu e Giovanni de Médici assumiu seus deveres como cardeal, Giulio tornou-se mais envolvido nos assuntos da Igreja. Estudou Direito Canônico na Universidade de Pisa e acompanhou Giovanni ao Conclave de 1492, onde Rodrigo Borgia foi eleito Papa Alexandre VI. Ele esteve presente na sexta sessão do Quinto Concílio de Latrão em 1513.
Após os infortúnios do filho primogênito de Lorenzo, o Magnífico, Piero, o Infeliz, os Médici foram expulsos de Florença em 1494. Nos seis anos seguintes, o cardeal Giovanni e Giulio vagaram juntos pela Europa, duas vezes sendo presos (primeiro em Ulm, Alemanha e mais tarde em Rouen, França). Cada vez que Piero, o Infeliz, os resgatava. Em 1500, ambos retornaram à Itália e concentraram seus esforços em restabelecer sua família em Florença. Somente em 1512, com a assistência do papa Júlio II e das tropas espanholas de Fernando de Aragão, os Médici retomaram o controle da cidade.

### Paternidade de Alessandro de Médici
Em 1510, enquanto os Médici moravam perto de Roma, uma criada negra em sua casa, identificada em documentos como Simonetta da Collevecchio, ficou grávida, dando à luz um filho, Alessandro de Médici. Apelidado de "il Moro" ("o mouro") devido à sua tez escura, Alessandro foi oficialmente reconhecido como o filho ilegítimo de Lourenço II de Médici; no entanto, na época e até hoje, vários estudiosos afirmam que Alessandro era, na verdade, o filho ilegítimo de Giulio de Médici. A verdade de sua linhagem permanece desconhecida e debatida.
Independentemente de sua paternidade, durante toda a breve vida de Alessandro, Giulio, como Papa Clemente VII, mostrou-lhe um grande favoritismo, elevando Alessandro sobre Hipólito de Médici para se tornar o primeiro monarca hereditário de Florença, apesar das qualificações comparáveis deste último. Assim, Alessandro de Médici se tornou o primeiro chefe de Estado negro do mundo ocidental moderno.

## Cardeal

### Sob o papa Leão X
Giulio de 'Medici apareceu no cenário mundial em março de 1513, aos 35 anos, quando seu primo Giovanni de' Medici foi eleito Papa, tomando o nome de Leão X. O Papa Leão X reinou até à data da sua morte, 1 de dezembro de 1521.

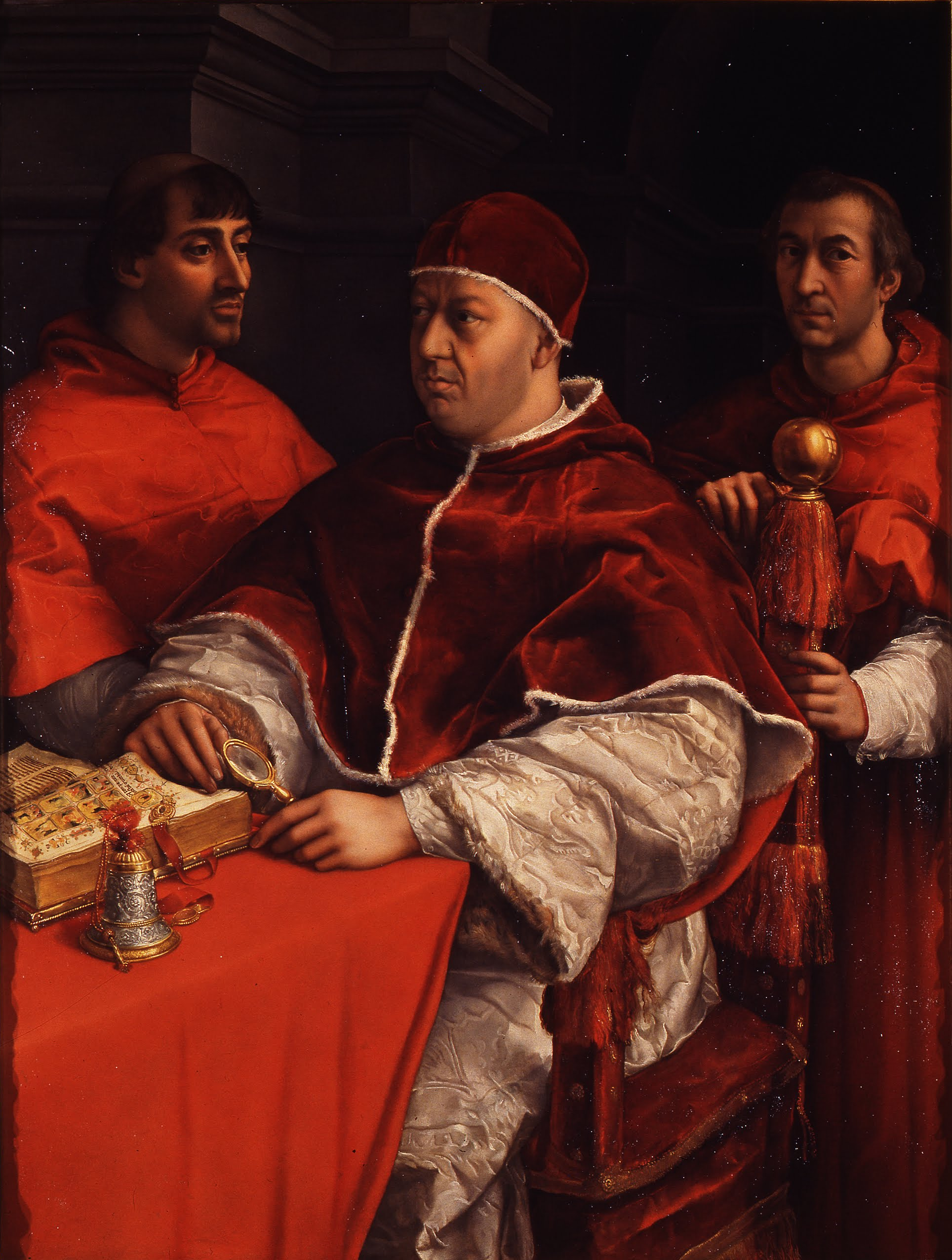
Giulio Cardeal de 'Medici, à esquerda; com seu primo Papa Leão X, centro; e o cardeal Luigi de 'Rossi, à direita; de Rafael, 1519

“Aprendidas, inteligentes, respeitáveis e diligentes”, a reputação e as responsabilidades de Giulio de Medici cresceram em um ritmo acelerado, incomum mesmo para o Renascimento. Três meses após a eleição de Leão X, ele foi nomeado arcebispo de Florença. Mais tarde naquele outono, todas as barreiras para alcançar os mais altos cargos da Igreja foram removidas por uma dispensação papal que declarou seu nascimento legítimo. Ele afirmava que seus pais haviam sido prometidos por sponsalia de presenti (ou seja, "casavam de acordo com a palavra dos presentes"). Se isso era verdade ou não, permitiu que Leão X o criasse cardeal durante o primeiro consistório papal em 23 de setembro de 1513. Em 29 de setembro, foi nomeado cardeal-diácono de Santa Maria em Dominica, uma posição que havia sido desocupada pelo papa.
A reputação do cardeal durante o reinado de Leão X é registrada pelo contemporâneo Marco Minio, embaixador veneziano na Corte Papal, que escreveu em uma carta ao Senado veneziano em 1519: "Cardeal de Medici, Cardeal-sobrinho do papa, que não é legítimo, tem um grande poder com o papa; ele é um homem de grande competência e grande autoridade; reside com o papa e não faz nada de importante sem primeiro consultá-lo. Mas ele está retornando a Florença para governar a cidade.”

### Estadiamento
Nomeado bispo de Albi, em 21 de novembro de 1513; renunciou em 1515 sem ter tomado posse. Em dezembro de 1513, recebeu tanto as ordens menores quanto o diaconato. Legado em Bolonha, 1º de setembro de 1514.
Enquanto o cardeal de Medici não foi oficialmente nomeado vice-chanceler da Igreja (segundo em comando) até 9 de março de 1517, na prática Leão X governou em parceria com seu primo desde o início. Inicialmente, os deveres do cardeal centravam-se principalmente na administração dos assuntos da Igreja em Florença e na condução de relações internacionais. Seu papel diplomático começou em janeiro de 1514, quando o rei Henrique VIII de Inglaterra o nomeou cardeal protetor da Inglaterra. No ano seguinte, o rei Francisco I de França o nomeou para se tornar arcebispo de Narbonne, sé que ocupou até sua eleição para o papado, e em 1516 o nomeou cardeal protetor da França. Em um cenário típico da liderança independente do cardeal, os respectivos reis da Inglaterra e da França, reconhecendo um conflito de interesse Medici em proteger os dois países simultaneamente, pressionaram-no a renunciar à sua outra tutela; no entanto, para sua consternação, ele recusou.
Optou pela ordem dos cardeais-presbíteros e o título de São Clemente em 26 de junho de 1517 e pelo título de São Lourenço em Dâmaso logo no 6 de julho seguinte. Administrador da sé de Albenga, de 19 de novembro de 1517 até 5 de maio de 1518; ele se reservou o direito de retornar ao governo da diocese. Recebeu em comenda várias abadias.
Foi ordenado sacerdote em 19 de dezembro de 1517 e a consagração episcopal em 21 de dezembro, por Leão X. Nomeado bispo de Bolonha em 8 de janeiro de 1518, mantendo a sé de Florença e Narbonne; renunciou em 3 de março de 1518. Administrador da sé metropolitana de Embrun, de 5 a 30 de julho de 1518. Administrador da sé de Ascoli-Pisceno, de 30 de julho de 1518 a 3 de setembro de 1518. Camerlengo do Sagrado Colégio dos Cardeais, de 10 de janeiro de 1519 a 11 de janeiro de 1520. Legado para toda a Toscana, 27 de maio de 1519. Nomeado bispo de Eger em 12 de setembro de 1520; renunciou em 18 de junho de 1523. Administrador da sé de Worcester, de 7 de junho de 1521 a 26 de setembro de 1522.
A lealdade de Médici não se aliou a alianças estrangeiras se tornou aparente em 1521, quando uma rivalidade pessoal entre o rei Francisco I e o Sacro Imperador Romano Carlos V se transformou em guerra no norte da Itália. Francisco esperava que Médici, seu protetor cardeal, apoiasse a França; no entanto, Médici percebeu o rei francês como uma ameaça à independência da Igreja, particularmente o controle da Lombardia por este último e seu uso da Concordata de Bolonha para controlar a Igreja na França. Assim, em 1521, Médici negociou uma aliança contra a França com o imperador Carlos V, ganhando assim um aliado para combater o luteranismo, crescendo então nos territórios alemães do imperador. Naquele outono, ele ajudou a liderar um exército imperial-papal vitorioso sobre os franceses em Milão e Lombardia. Embora a estratégia de Médici de mudar as alianças para libertar a Igreja (e mais tarde a Itália) do domínio estrangeiro tenha sido desastrosa durante seu reinado como Papa Clemente VII, durante o reinado de Leão X, ele habilmente manteve um equilíbrio de poder entre as facções internacionais concorrentes que buscavam influenciar a igreja.

### Conquistas
Os outros esforços do cardeal de Médici em nome do papa Leão X foram igualmente bem-sucedidos, de modo que "ele tinha o crédito de ser o principal motor da política papal em todo o pontificado de Leão". Interessado em reforma da Igreja, Médici organizou e presidiu o Sínodo Florentino de 1517, onde se tornou o primeiro membro da Igreja a implementar as reformas recomendadas pelo Quinto Concílio de Latrão. Eles incluíam a proibição de padres de portar armas, frequentar tabernas e dançar provocativamente, enquanto pediam que participassem da confissão semanal. Da mesma forma, o patrocínio artístico de Médici era admirado (por exemplo, o seu comissionamento da Transfiguração, de Rafael, e a Capela dos Médici, de Michelangelo, entre outras obras discutidas em outros lugares), particularmente sobre o que o ourives Benvenuto Cellini mais tarde descreveu como "excelente gosto".

### Gran Maestro de Florença
Giulio de Médici governou Florença entre 1519 e 1523, após a morte de seu governante cívico (e seu tio), Lourenço II de Médici, em 1519. O presidente dos EUA John Adams posteriormente caracterizou a administração de Florença por Giulio como "muito bem-sucedida e frugal". Adams narra o cardeal como tendo "reduzido os negócios dos magistrados, eleições, costumes do cargo e o modo de gastar o dinheiro público, de tal maneira que produziu uma grande e universal alegria entre os cidadãos".
Sobre a morte do papa Leão X em 1521, Adams escreve que havia uma “pronta inclinação em todos os principais cidadãos (de Florença) e um desejo universal entre o povo de manter o estado nas mãos do cardeal Medici; e toda essa felicidade surgiu de seu bom governo, que desde a morte do duque Lorenzo era universalmente agradável. O domínio de Florença de Medici durou até 1523, quando foi eleito Papa Clemente VII.

### Lote de Assassinatos de 1522
Segundo Adams, em 1522, começaram a surgir rumores de que o Cardeal Medici, sem sucessores legítimos em Florença, planejava abdicar do domínio da cidade e "deixar o governo livremente no povo". Quando ficou claro que esses rumores eram falsos, uma facção composta principalmente por florentinos de elite planejou assassiná-lo e depois instalou seu próprio governo sob o "grande adversário" de Medici, o cardeal Francesco Soderini. Soderini incentivou a trama, exortando o Papa Adriano VI e Francisco I de França atacar Médici e invadir os aliados deste último na Sicília; entretanto, isso não aconteceu. Em vez de romper com Médici, o Papa Adriano VI prendeu o cardeal Soderini. Posteriormente, os principais conspiradores foram "declarados rebeldes" e alguns foram "presos e decapitados; com isso o Cardeal foi novamente assegurado (como líder de Florença)".

## Eleição como Papa em 1523
Na morte do Papa Leão X em 1521, o cardeal Médici foi considerado especialmente papábili no prolongado conclave. Embora incapaz de conquistar o papado para si ou para seu aliado Alessandro Farnese (ambos os candidatos preferidos do imperador Carlos V (1519 a 1556), ele participou da determinação da eleição inesperada do Papa Adriano VI (1522 a 1523), com quem ele também exercia uma influência formidável. Após a morte de Adriano VI, em 14 de setembro de 1523, Medici superou a oposição do rei francês e finalmente conseguiu ser eleito Papa Clemente VII no próximo conclave (19 de novembro de 1523).
O papa Leão trouxe ao trono papal uma grande reputação de capacidade política e possuía de fato todas as realizações de um diplomata astuto. No entanto, ele foi considerado por seus contemporâneos mundano e indiferente aos perigos percebidos da Reforma Protestante.
Na sua adesão, Clemente VII enviou o arcebispo de Cápua, Nikolaus von Schönberg, aos reis da França , Espanha e Inglaterra, a fim de pôr fim à guerra da Itália. Um relatório inicial do Protonotário Marino Ascanio Caracciolo ao Imperador registra: "Como os turcos ameaçam conquistar estados cristãos, parece-lhe que é seu primeiro dever como Papa promover a paz geral de todos os príncipes cristãos, e ele implora-lhe (ao Imperador), como primogênito da Igreja, para ajudá-lo nessa obra piedosa". Mas a tentativa do papa falhou.

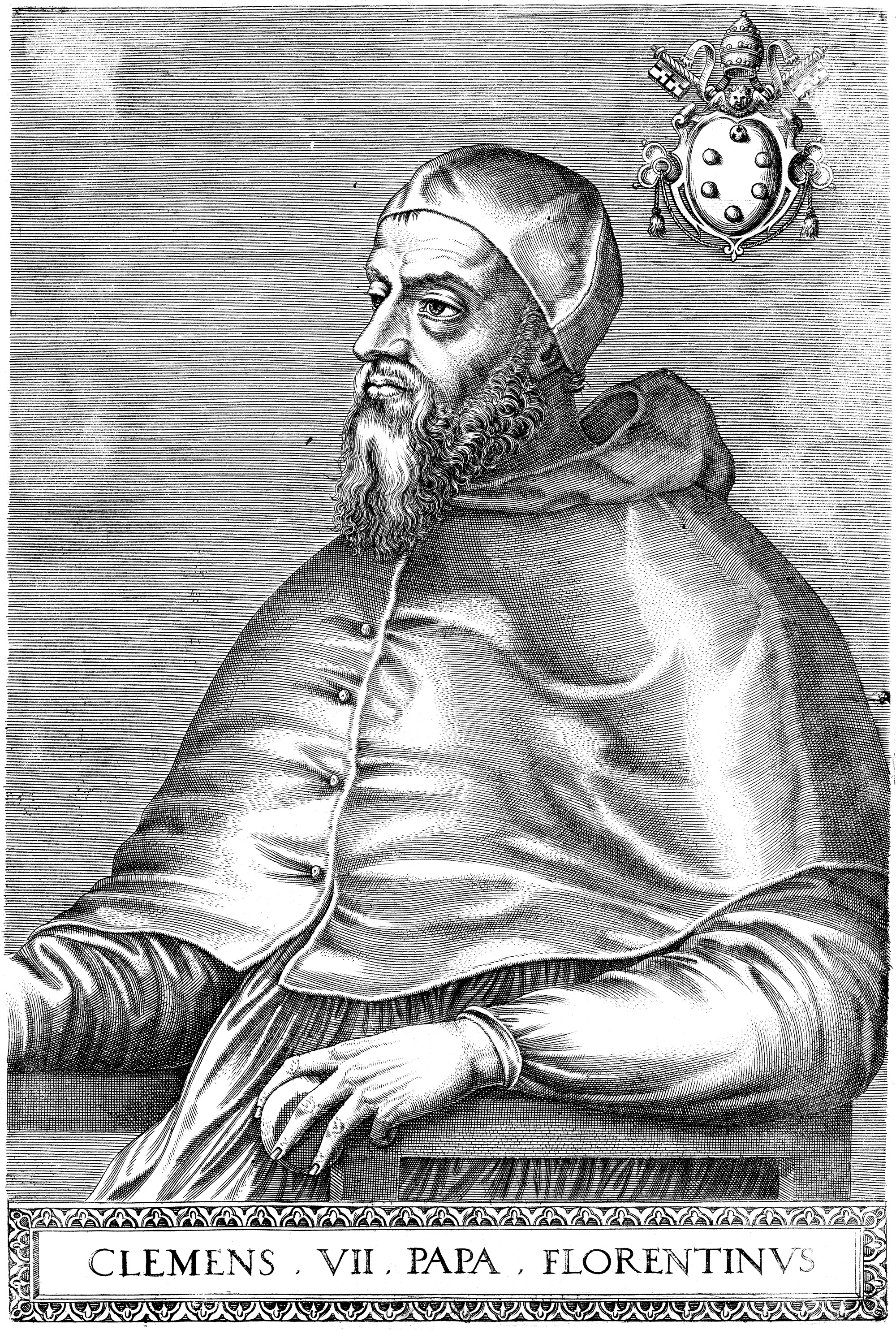
Retrato do Papa Clemente VII (1568)

### Política Continental e Médici
A conquista de Milão por Francisco I de França em 1524, durante a sua Campanha Italiana de 1524–1525, levou o papa a deixar o lado germano-espanhol e a se aliar a outros príncipes italianos, incluindo a República de Veneza e a França em janeiro de 1525. Este tratado concedeu a aquisição definitiva de Parma e Piacenza para os Estados Papais, o domínio de Médici sobre Florença e a passagem livre das tropas francesas para Nápoles. Essa política em si era sólida e patriótica, mas o zelo de Clemente VII logo esfriou; por sua falta de previsão e economia fora de estação, ele se abriu a um ataque dos turbulentos barões romanos, que o obrigaram a invocar a mediação do imperador Carlos V. Um mês depois, Francisco I foi esmagado e preso na Batalha de Pavia e Clemente VII se aprofundaram em seus antigos compromissos com Carlos V, assinando uma aliança com o vice-rei de Nápoles.
Mas profundamente preocupado com a arrogância imperial, ele retornaria à França quando Francisco I for libertado após o Tratado de Madri (1526): o papa entrou na Liga de Conhaque junto à França, Veneza e Francesco II Sforza de Milão. Clemente VII emitiu um invectivo contra Carlos V, que em resposta o definiu como "lobo" em vez de "pastor", ameaçando a convocação de um conselho sobre a questão luterana.
Tal como o seu primo Papa Leão X, Clemente era considerado generoso demais com seus parentes Médici, drenando os tesouros do Vaticano. Isso incluiu a atribuição de cargos até ao título de Cardeal, terrenos, títulos e dinheiro. Essas ações levaram a medidas de reforma após a morte de Clemente para ajudar a evitar esse nepotismo excessivo.

### Evangelização
Na sua bula "Intra Arcana", Clemente VII concedeu permissões e privilégios a Carlos V e ao Império Espanhol, que incluíam poder de patrocínio (vago) sobre suas colônias nas Américas.

### Saque de Roma
A política vacilante do papa também causou a ascensão do partido imperial dentro da Cúria: os soldados do cardeal Pompeo Colonna saquearam a colina do Vaticano e ganharam o controle de toda Roma em seu nome. O papa humilhado prometeu, portanto, trazer os Estados papais para o lado imperial novamente. Mas logo depois, Colonna saiu do cerco e foi para Nápoles, sem cumprir suas promessas e demitir o cardeal de sua acusação. Deste ponto em diante, Clemente VII não pôde fazer nada além de seguir o destino do partido francês até ao fim.
Cedo também se viu sozinho na Itália, pois Afonso I d'Este, duque de Ferrara, havia fornecido artilharia ao exército imperial, fazendo com que o exército da Liga mantivesse uma distância atrás da horda de Landsknechts liderada por Carlos III de Bourbon e Georg von Frundsberg, permitindo-lhes chegar a Roma sem causar danos.

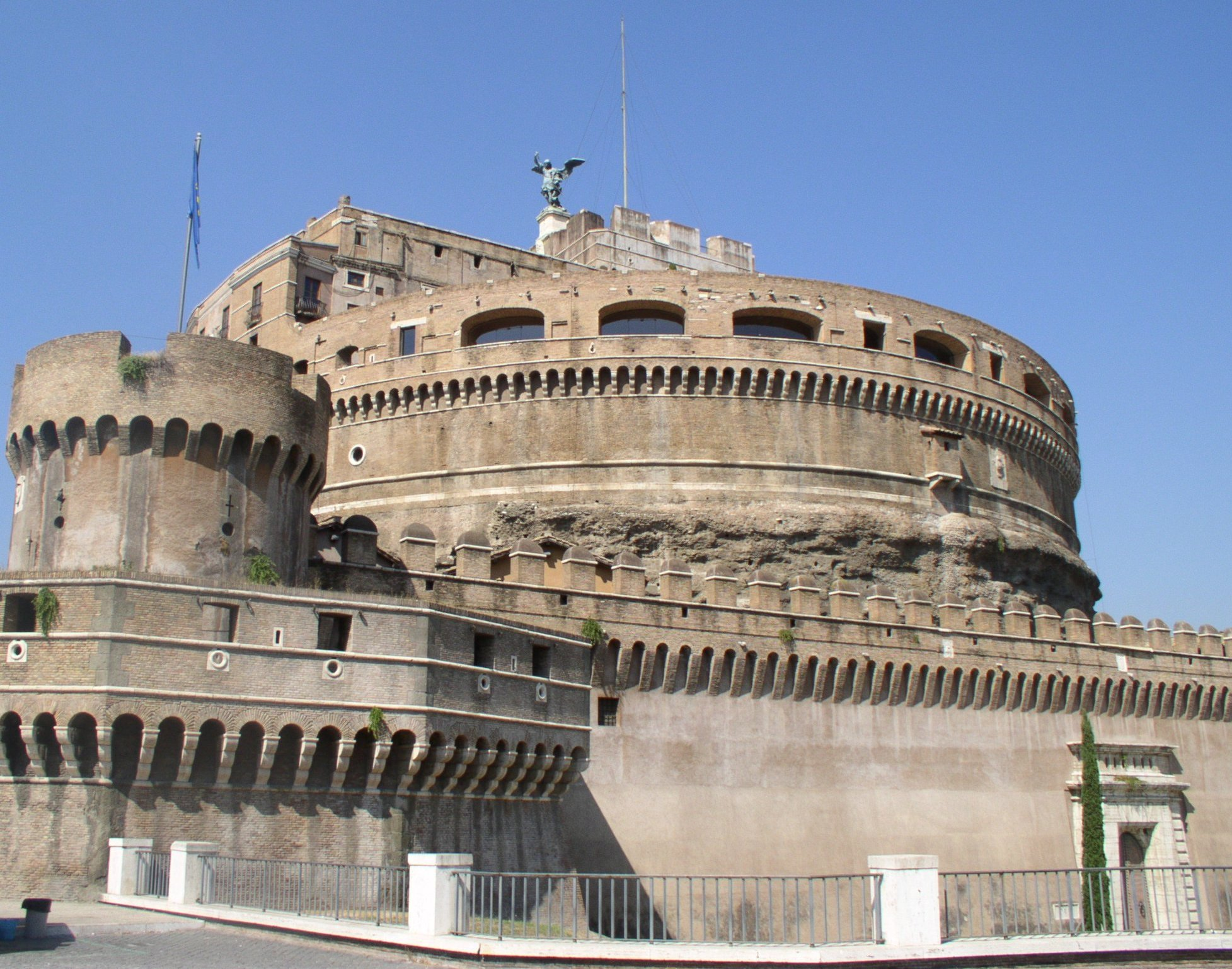
Castel Sant'Angelo

Carlos de Bourbon morreu enquanto subia uma escada durante o curto cerco e suas tropas famintas, sem remuneração e deixadas sem guia, sentiram-se livres para devastar Roma a partir de 6 de maio de 1527. Os muitos incidentes de assassinato, estupro e vandalismo que se seguiram terminaram com os esplendores da Roma renascentista para sempre. Clemente VII, que não havia demonstrado mais resolução em suas forças armadas do que em sua conduta política, foi obrigado, pouco depois (6 de junho), a se render junto ao Castelo Sant'Angelo, onde se refugiara. Ele concordou em pagar um resgate de 400.000 ducati em troca de sua vida; condições incluíram a cessão de Parma, Piacenza, Civitavecchia e Modena ao Sacro Império Romano (somente os últimos podiam ser ocupados de facto). Ao mesmo tempo, Veneza aproveitou sua situação para capturar Cervia e Ravena enquanto Sigismondo Malatesta retornava a Rimini.
Clemente ficou preso em Castel Sant'Angelo por seis meses. Depois de comprar alguns oficiais imperiais, ele escapou disfarçado de mascate e se refugiou em Orvieto e depois em Viterbo. Ele voltou a uma Roma despovoada e devastada apenas em outubro de 1528.
Enquanto isso, em Florença, inimigos republicanos dos Médici se aproveitavam do caos para expulsar novamente a família do papa da cidade.
Em junho de 1529, as partes em guerra assinaram a Paz de Barcelona. Os Estados papais recuperaram algumas cidades e Carlos V concordou em restaurar os Médici ao poder em Florença. Em 1530, após um cerco de onze meses, a cidade da Toscana capitulou e Clemente VII instalou seu sobrinho ilegítimo Alessandro como duque. Posteriormente, o papa seguiu uma política de subserviência ao imperador, esforçando-se por um lado para induzi-lo a agir com severidade contra os luteranos na Alemanha e, por outro, para evitar suas demandas por um conselho geral.

### Aparência

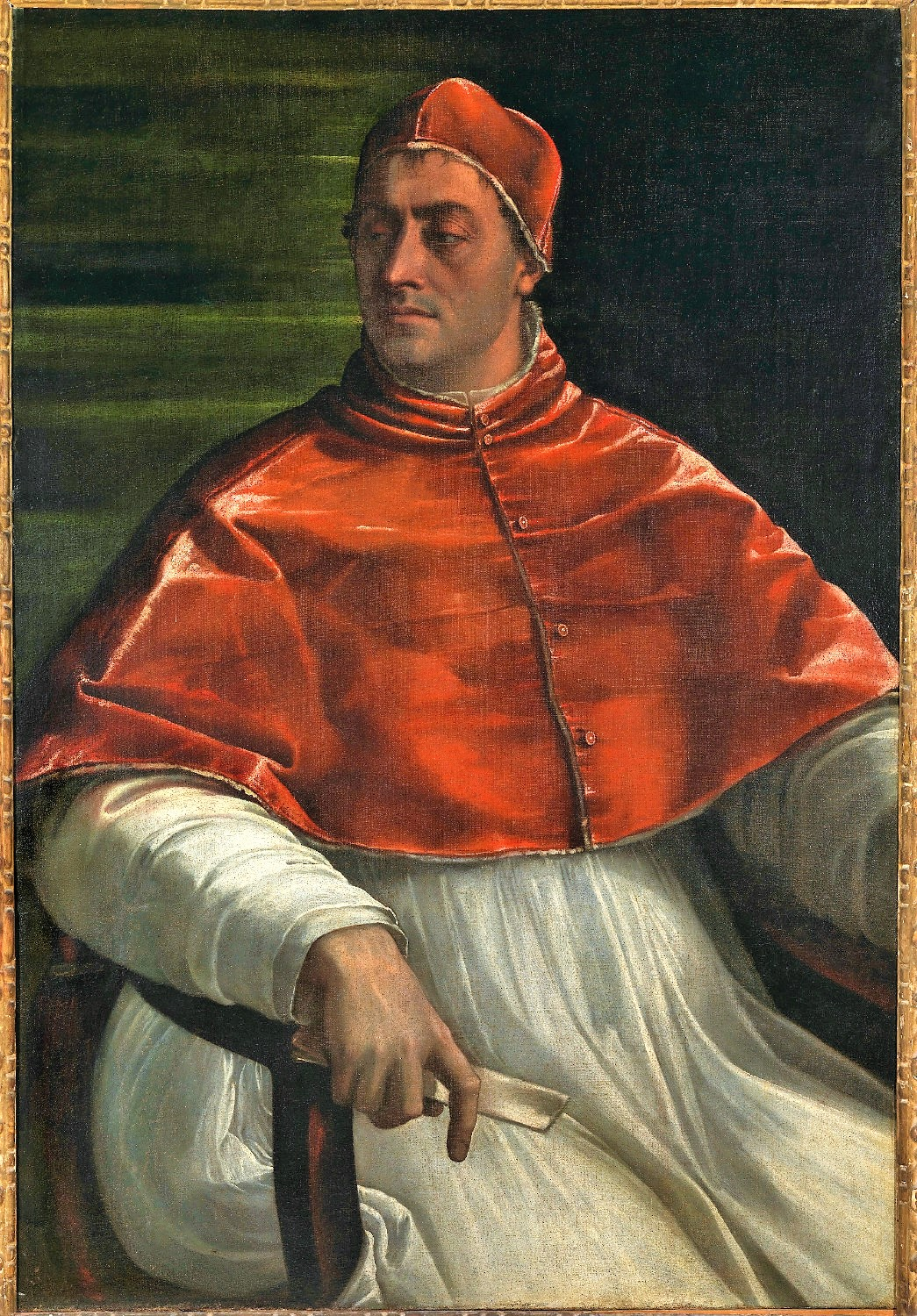
Clemente VII, 48 anos, Retrato de Sebastiano del Piombo, 1526

Durante a sua prisão de meio ano em 1527, Clemente VII fez barba cheia como sinal de luto pelo saque de Roma. Isso estava em contradição com a lei canônica católica, que exigia que os padres fossem barbeados; no entanto, tinha o precedente da barba que o Papa Júlio II usara durante nove meses em 1511–1512 como um sinal semelhante de luto pela perda da cidade papal de Bolonha.
Ao contrário de Júlio II, Clemente VII manteve a barba até à sua morte em 1534. Seu exemplo de barba foi seguido por seu sucessor, o Papa Paulo III, e por vinte e quatro papas que o seguiram, até Papa Inocêncio XII, que morreu em 1700. Clemente VII foi, portanto, o criador não intencional de uma moda que durou mais de um século.

### Reforma na Inglaterra

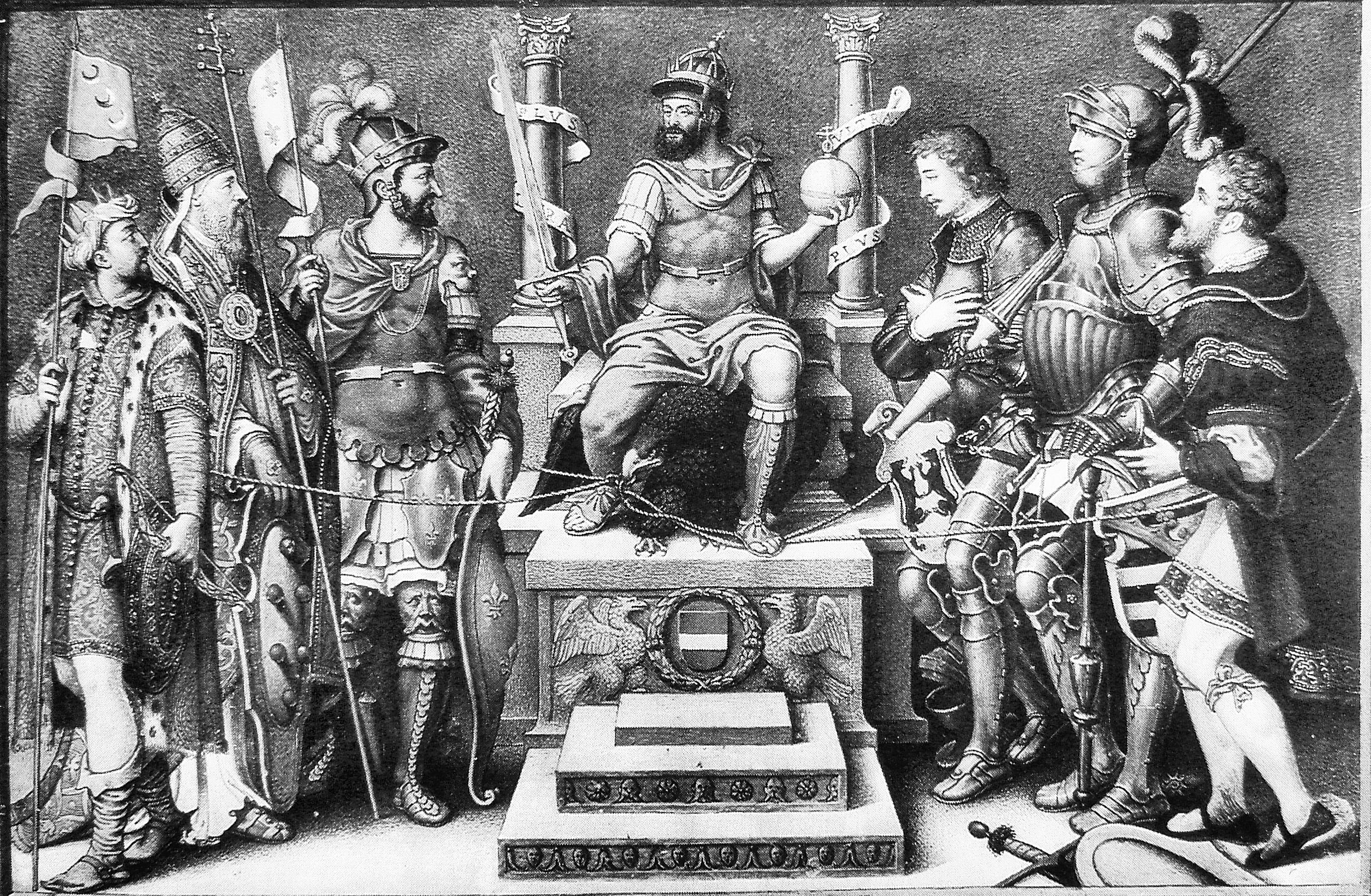
Carlos V, entronizado sobre seus inimigos derrotados (da esquerda): Solimão, o Magnífico, Papa Clemente VII, Francisco I de França, Duque de Cleves, Duque da Saxônia e Filipe I de Hesse. Giulio Clovio, meados do século XVI

No final da década de 1520, o rei Henrique VIII queria anular seu casamento com a tia de Carlos, Catarina de Aragão. Os filhos do casal morreram na infância, ameaçando o futuro da Casa de Tudor, embora Henry tivesse uma filha, Mary Tudor. Henry afirmou que essa falta de herdeiro era porque seu casamento foi "arruinado aos olhos de Deus". Catarina era a viúva de seu irmão, mas o casamento não tinha filhos; portanto, o casamento não era contra a lei do Antigo Testamento, que proíbe apenas essas uniões se o irmão tiver filhos. Além disso, uma dispensação especial do Papa Júlio II tinha sido dado para permitir o casamento. Henrique agora argumentou que isso estava errado e que seu casamento nunca tinha sido válido. Em 1527, Henrique pediu ao papa Clemente para anular o casamento, mas o papa, possivelmente agindo sob pressão do sobrinho de Catarina, o Sacro Imperador Romano Carlos V, cujo prisioneiro efetivo ele era, recusou. Segundo o ensino católico, um casamento validamente contratado é indivisível até a morte e, portanto, o papa não pode anular um casamento com base em um impedimento anteriormente dispensado. Muitas pessoas próximas a Henrique desejavam simplesmente ignorar o papa; mas, em outubro de 1530, uma reunião de clérigos e advogados aconselhou que o Parlamento inglês não pudesse capacitar o Arcebispo da Cantuária contra a proibição do papa. No Parlamento, o bispo John Fisher foi o campeão do papa.
Henrique foi posteriormente submetido a uma cerimônia de casamento com Ana Bolena, no final de 1532 ou no início de 1533. O casamento foi facilitado pela morte do arcebispo de Cantuária William Warham, um amigo fiel do Papa, depois do qual Henrique convenceu Clemente a nomear Tomás Cranmer, um amigo da família bolena, como seu sucessor. O Papa concedeu as bulas papais necessárias para a promoção de Cranmer a Canterbury, e ele também exigiu que Cranmer prestasse o habitual juramento de lealdade ao papa antes de sua consagração. As leis feitas sob Henrique já declaravam que os bispos seriam consagrados mesmo sem a aprovação papal. Cranmer foi consagrado, declarando de antemão que não concordava com o juramento que faria. Cranmer estava preparado para conceder a anulação do casamento a Catarina, como Henrique exigia. O papa respondeu ao casamento excomungando o rei e Cranmer.
Consequentemente, na Inglaterra, no mesmo ano, o Ato de Restrição Condicional de Annates transferiu os impostos sobre a renda eclesiástica do Papa para a Coroa. A Lei de Peter Pence proibia o pagamento anual dos proprietários de um centavo ao papa. Esse ato também reiterou que a Inglaterra "não tinha superior a Deus, mas apenas a sua graça " e que a "coroa imperial" de Henrique havia sido diminuída pelas "usurpações e exações irracionais e caridosas" do papa. Finalmente, em 1534, Henrique levou o Parlamento Inglês a aprovar o Ato de Supremacia que estabeleceu a Igreja independente da Inglaterra, rompendo com a Igreja Católica.

### Papa renascentista
Um patrono distinto, Clemente VII pessoalmente encomendou a Michelangelo o Juízo Final para a Capela Sistina e a obra-prima de Rafael, A Transfiguração, bem como obras célebres por Benvenuto Cellini, Nicolau Maquiavel, e Parmigianino, entre outros. As tendências artísticas da época são às vezes chamadas de "estilo Clementino" e notáveis por seu virtuosismo.
Em 1533, Johann Widmanstetter (também chamado John Widmanstad), secretário do Papa Clemente VII, explicou o sistema copernicano ao papa e a dois cardeais. O papa ficou tão satisfeito que deu um presente valioso para Widmanstetter.

### Cardeais
Clemente VII criou 32 cardeais em 13 consistórios durante seu pontificado.

## Meses finais e legado

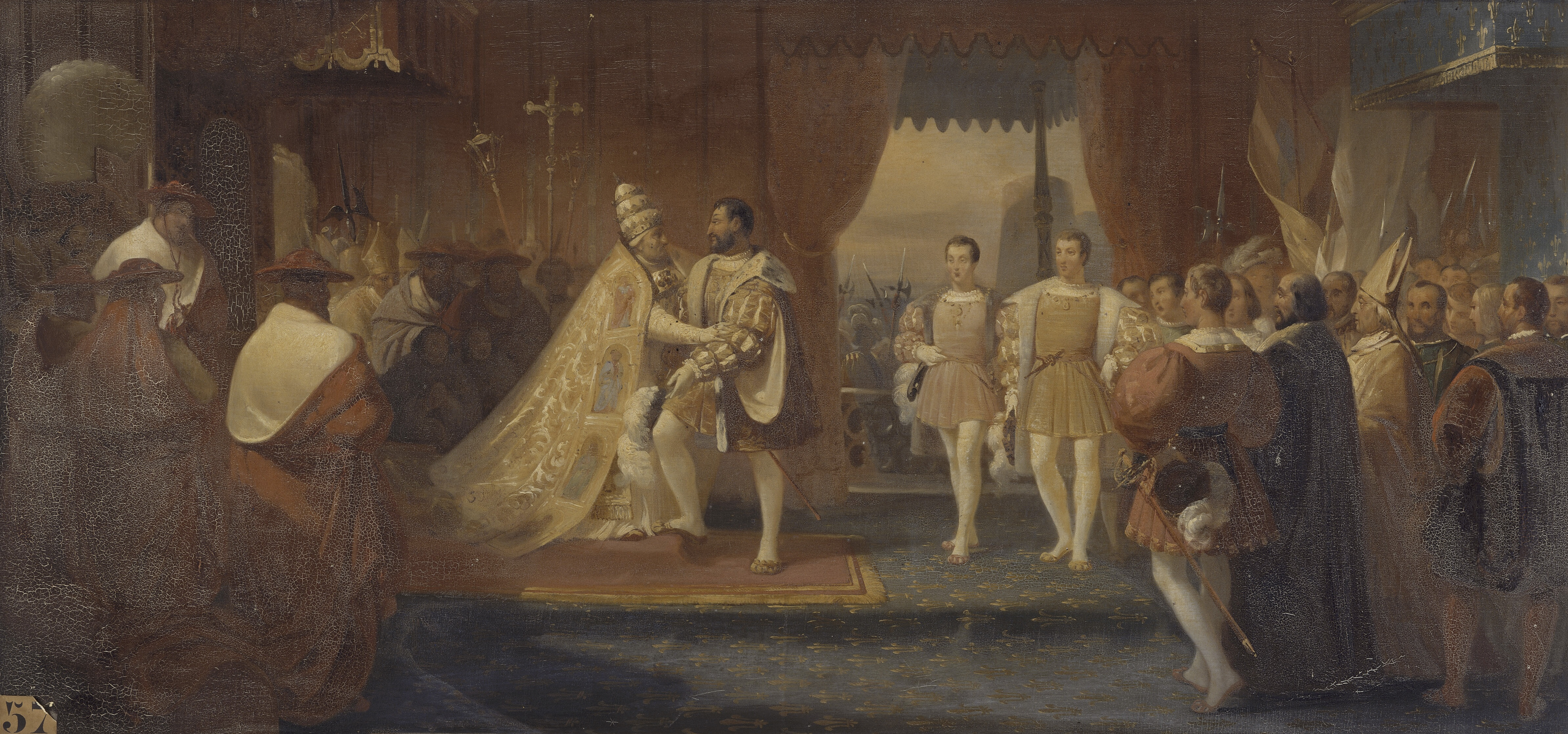
Encontro de Francisco I e Papa Clemente VII em Marselha,

No final de sua vida, Clemente VII deu mais uma vez indicações de uma inclinação para uma aliança francesa. Seus planos de aliar a Casa dos Médici com a família real francesa deram frutos no noivado da sobrinha do papa, Catarina de Médici, a Henrique, filho do rei Francisco I. Antes de partir, o papa emitiu um bula em 3 de setembro de 1533, dando instruções sobre o que deveria ser feito no caso de sua morte fora de Roma. Em setembro de 1533, o papa partiu para a França para solenizar o casamento. O casamento ocorreu em Marselha em 28 de outubro. Em 7 de novembro em Marselha, Clemente criou quatro novos cardeais, todos franceses. Ele também realizou reuniões privadas com Francisco I e Carlos V, embora separadamente.

### Doença e morte
Ele voltou a Roma em 10 de dezembro de 1533, reclamando de problemas estomacais e apresentando febre. Esta não era uma doença nova. O papa estava tão doente no começo de agosto daquele ano que o cardeal Agostino Trivulzio escreveu ao rei Francisco que os médicos do papa começaram a temer que o papa estivesse em risco de morrer. Em 23 de setembro de 1533, Clemente escreveu uma longa carta de despedida a Carlos V. Ele também ordenou, poucos dias antes de sua morte, a pintura de Michelangelo de O Juízo Final na Capela Sistina. Ele morreu em 25 de setembro de 1534, tendo vivido 56 anos e quatro meses e reinado por 10 anos, 10 meses e 7 dias.
Dizem que ele morreu de comer cogumelos venenosos, mas os sintomas e a duração da doença não se encaixam nessa hipótese. Nem eles explicam os efeitos sobre sua doença de duas viagens marítimas dentro de dois meses. Nas palavras de seu biógrafo Emmanuel Rodocanachi, "de acordo com o costume daqueles tempos, as pessoas atribuíam sua morte ao veneno". Seu corpo foi enterrado na Basílica de São Pedro e depois transferido para uma tumba permanente no Coro de Santa Maria sopra Minerva, em Roma.

### Legado
Os historiadores costumam considerar o papa Clemente VII incompetente e sem sucesso em seu papel, alguns dizem desastrosos. Enquanto era visto como apto e até como estadista na proteção dos interesses da família Médici, era visto como indeciso, facilmente distraído e incapaz de administrar efetivamente os difíceis problemas políticos, religiosos e financeiros que o papado enfrentava. Como resultado, Clemente não é tão lembrado por tudo o que conseguiu, pois foi facilmente ofuscado pelos principais eventos históricos que ocorreram durante seu reinado, inclusive o Saque de Roma e o momento incontrolável da Reforma. O povo de Roma na época odiava o papa Clemente VII e se alegrava com sua morte porque nunca o perdoaram pela destruição de 1527 durante o saque de Roma.